# Torrent del Gomis
|  | No s'ha de confondre amb Torrent de can Gomis. |

El Torrent del Gomis és un torrent del terme municipal de l'Estany, a la comarca del Moianès.

El Torrent del Gomis, respecte del terme de l'Estany

Es forma a prop i a ponent del poble de l'Estany, en el vessant oest del Collet de Sant Pere, o de la Crossa, en el vessant sud-oest del Puig de la Caritat. Des d'aquest lloc es dirigeix cap a ponent, fent un arc inflexionat cap al nord per, després, anar decantant-se cap al sud-oest, fins al darrer tram, que ja és marcadament cap al sud. Ressegueix tot el vessant nord del Serrat de Puigmartre, on hi ha la masia de Puigmartre, fins que rep per la dreta el torrent del Boledar just al sud-est de la masia de Montfred.
A partir d'aquell lloc continua cap a l'oest, i deixa a l'esquerra la Baga de Montfred, amb el Pla de l'Àliga al capdamunt, i a la dreta les Feixes de França; poc després arriba al vessant meridional de la Serra de l'Estany i del Turó del Gomis, lloc on el torrent comença a girar cap al sud-oest. Deixa al sud-est la Font del Plom i la Font del Pollancre, i arriba a l'extrem sud-est del Serrat dels Moros, on ja emprèn decididament cap al sud. Deixa a la dreta el Serrat de Rubís i les Vinyes de la Rovirola i a l'esquerra la Frau, fins que s'aboca en el Riu Sec.